# Tadeusz Garbowski

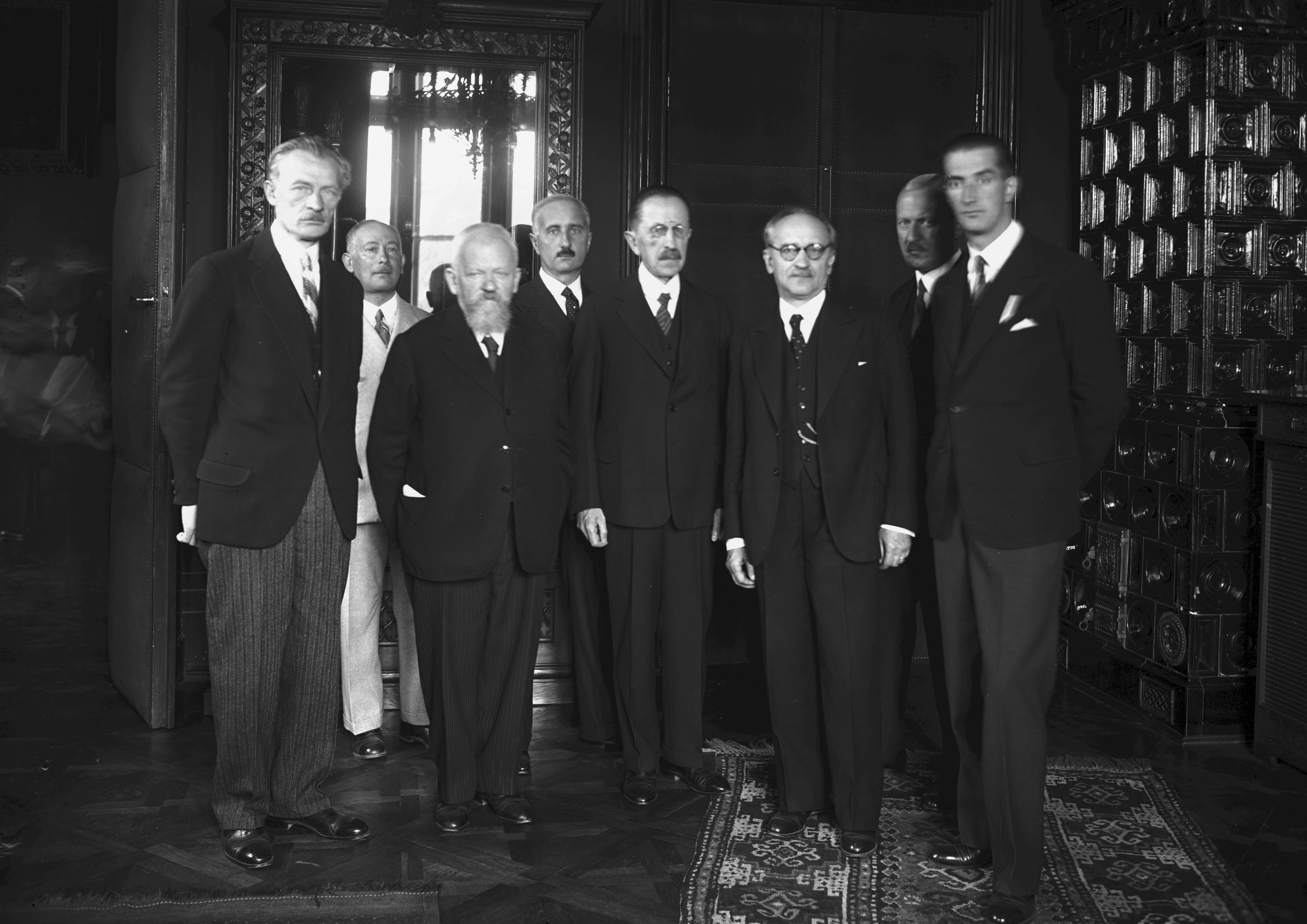
III Zjazd Filozofów w Krakowie 24 września 1936. Od lewej: Zygmunt Zawirski, NN, Witold Rubczyński, Władysław Tatarkiewicz, Tadeusz Garbowski, Jan Łukasiewicz, Tadeusz Czeżowski, sekretarz zjazdu Marian Heitzman

Tadeusz Garbowski (ur. 15 czerwca 1869 w Złoczowie, zm. 9 stycznia 1940 w Sachsenhausen) – polski zoolog, pisarz, filozof, profesor Uniwersytetu Jagiellońskiego. 

## Życiorys
Jego rodzicami byli: Julian - prokurator Sądu Okręgowego w Złoczowie, a następnie radca apelacyjny i Klementyna z Gryzieckich. Rodowód jego rodziny od strony ojca w linii prostej wywodził się od Zawiszy Czarnego z Garbowa. We wrześniu 1878 rozpoczął naukę w  gimnazjum im. Franciszka Józefa we Lwowie, które ukończył z wyróżnieniem 7 czerwca 1886. Studiował na Uniwersytecie Lwowskim prawo, następnie od 1890 przyrodę pod kierunkiem prof. Benedykta Dybowskiego i docenta Henryka Wielowieyskiego. Po roku wyjechał do Wiednia, i tam kontynuował naukę na uniwersytecie. W 1893 przedstawił pracę dotyczącą fauny motyli w Galicji i na jej podstawie uzyskał tytuł doktora filozofii w zakresie nauk przyrodniczych. W 1897 habilitował się na podstawie rozprawy o skorupiakach obunogich Amphipoda, pełnił funkcję asystenta profesorów Karla Grobbena i Bertholda Hatscheka. W 1898 przyjął zaproszenie prof. Antoniego Wierzejskiego i przeniósł się do Krakowa, gdzie otrzymał etat asystenta, następnie docenta, a w 1903 został profesorem nadzwyczajnym zoologii. W 1911 uzyskał tytuł profesora nadzwyczajnego filozofii przyrody i stanął na czele Katedry Filozofii Przyrody, w 1922 zainicjował powstanie Zakładu Psychogenetycznego, którym kierował do 1926. W latach 1928–1929 przebywał w szpitalu i na urlopie zdrowotnym, a 31 sierpnia 1935 przeszedł na emeryturę. 6 listopada 1939 Garbowski, choć nie miał obowiązku jako już emerytowany profesor, zgłosił się na spotkanie z władzami okupacyjnymi, został aresztowany w ramach Sonderaktion Krakau, a następnie wywieziony wraz z innymi uczonymi krakowskimi do Sachsenhausen, gdzie zmarł z wyczerpania i biegunki głodowej. Jego prochy sprowadzono do Krakowa i pochowano na cmentarzu Rakowickim.

## Dorobek naukowy
Pisarskie dziedzictwo stanowią prace Garbowskiego z zakresu filozofii przyrody i biologii, szczególnie psychogenetyki. Jego dorobek naukowy obejmuje blisko 70 publikacji. Wskutek przedwczesnej śmierci wiele prac i książek pozostawił niedokończonych. Wraz z Elizą Orzeszkową współautor powieści Ad astra (1904). Współautorstwo Garbowskiego zostało ujawnione 1935. Proces powstawania i pracy nad powieścią (1899–1903), obfitujący w momenty spięć i ożywionych dyskusji, znalazł odbicie i komentarz w znakomitym dialogu listowym obojga autorów. Garbowski pod pseudonimem Leon Płoszowski ogłaszał również wiersze, utrzymane w poetyce neoromantycznej. 